# Histoire de ma mort
Pour plus de détails, voir Fiche technique et Distribution.
Histoire de ma mort (Historia de la meva mort) est un film espagnol en catalan d'Albert Serra sorti en 2013.
Présenté en compétition au Festival international du film de Locarno 2013, il remporte le Léopard d'or, la récompense suprême du festival.

## Synopsis
Le film est fondamentalement une revisitation du mythe vampirique de Dracula, mettant en scène le célèbre aventurier et séducteur vénitien Giacomo Casanova, transfiguré en vampire immortel dont les aventures ont pour toile de fond une Europe perturbée par la transition turbulente de l'âge moderne de l'Ancien Régime et du rationalisme des Lumières à l'âge contemporain du romantisme et des changements sociaux radicaux qui ont suivi la Révolution française et les guerres napoléoniennes (le titre du film lui-même joue d'ailleurs sur celui des célèbres mémoires du Vénitien, Histoire de ma vie,).

## Fiche technique
- Titre français : Histoire de ma mort
- Titre original catalan : Historia de la meva mort
- Titre espagnol : Historia de mi muerte
- Réalisation : Albert Serra
- Scénario : Albert Serra
- Photographie : Jimmy Gimferrer
- Montage : Albert Serra
- Décors : Mihnea Mihailescu, Sebastián Vogler
- Production : Thierry Lounas, Albert Serra, Montse Triola
- Sociétés de production : Andergraun Films, Capricci Films, Televisió de Catalunya (TV3)
- Sociétés de distribution :
- Pays de production :  Espagne
- Langue : Catalan
- Durée : 148 minutes
- Format : Couleurs - 16 mm - 1.85:1 -  Son Dolby numérique
- Genre : drame
- Dates de sortie :
  - Suisse : 13 août 2013 (festival international du film de Locarno)
  - France : 23 octobre 2013

## Distribution
- Vicenç Altaió : Giacomo Casanova
- Lluís Serrat : Pompeu
- Noelia Rodenas : Delfina
- Clara Visa : Clara
- Montse Triola : Carmen
- Eliseu Huertas : Comte Dracula
- Mike Landscape : poeta
- Lluís Carbó : signore
- Clàudia Robert : ragazza
- Xavier Pau : padre

## Distinctions

### Récompenses
- Festival international du film de Locarno 2013 : Léopard d'or (sélection officielle)

### Nominations et sélections
- Festival international du film de Thessalonique 2013
- Festival international du film de Toronto 2013 : sélection « Wavelengths »
- Festival international du film de Vancouver 2013